# Herbert Tichy
Herbert Tichy (Viena, 1 de junio de 1912 - Viena, 26 de septiembre de 1987) fue un escritor, geólogo, periodista y escalador austriaco.

## Biografía
En 1935, aburrido de su vida como estudiante y con apenas 23 años, Tichy viajó en motocicleta desde su Viena natal hasta la India, pasando por el Tíbet, Birmania y Afganistán. De este viaje nació su primer libro, llamado Hacia el trono de los dioses, donde describió sus aventuras por el Hindu Kush, el Himalaya, Bombay, Delhi, Kabul, Cachemira, Birmania y el sur del Tíbet, que recorrió disfrazado de peregrino indio.
Otra obra suya muy interesante, ya que transcurre en la India de comienzos de los años 1950, es La metamorfosis de la flor de loto, donde describió el ambiente político y social de la recién estrenada India independiente.
El 19 de octubre de 1954, formando parte de una expedición austriaca, conquistó, junto a su compatriota Joseph Jochler, la cumbre del Cho Oyu por primera vez en la historia.